# Orange (Vaucluse)
Orange [ɔʁɑ̃ʒ] (okzitanisch Aurenja) ist eine französische Stadt mit 29.357 Einwohnern (Stand 1. Januar 2022) im Département Vaucluse in der Region Provence-Alpes-Côte d’Azur. Sie gehört zum Arrondissement Carpentras und ist Sitz des Gemeindeverbands Communauté de communes Pays d’Orange en Provence. Das Bureau centralisateur des gleichnamigen Kantons befindet sich in Orange. Die Bewohner werden Orangeois und Orangeoises genannt.
Die Gemeinde erhielt 2023 die Auszeichnung „Drei Blumen“, die vom Conseil national des villes et villages fleuris (CNVVF) im Rahmen des jährlichen Wettbewerbs der blumengeschmückten Städte und Dörfer verliehen wird.

## Geografie
Orange liegt im unteren Rhonetal, etwa 21 Kilometer nördlich von Avignon an der Grenze zum benachbarten Département Gard. Die Gemeinde liegt am Fluss Eygues, der wenige Kilometer danach links in die Rhone mündet. Die Gemeinde ist relativ flach und liegt in einer hügeligen Ebene mit vielen Böden aus der Quartärzeit (Typ: Schwemmebene).
Umgeben wird Orange von den zehn Nachbargemeinden:
| Piolenc                             | Uchaux Sérignan-du-Comtat                   | Camaret-sur-Aigues |
| Caderousse                          | Kompassrose, die auf Nachbargemeinden zeigt | Jonquières         |
| Montfaucon (Gard) Roquemaure (Gard) | Châteauneuf-du-Pape                         | Courthézon         |

## Geschichte
Der historische Name der Stadt lautete Arausio, nach einem lokalen ligurisch-keltischen Wassergott. Die Assoziation zu „Orange“ als Farbe und als Frucht ergab sich erst später aufgrund der zunehmenden Homophonie.
Im Jahre 105 v. Chr. ereignete sich die Schlacht bei Arausio zwischen Römern sowie Kimbern und Teutonen. Dabei kamen tausende Römer ums Leben. Von 350 bis 1801 war Orange Bistum. 529 fand die Synode von Orange statt. Im 16. Jahrhundert fiel die Stadt als Hauptstadt des Fürstentums Oranien an die niederländische Linie von Nassau, daher auch deren Beiname Oranien-Nassau. 1713 kam Orange nach dem Vertrag von Utrecht zu Frankreich.

## Politik
Politisch ist Orange wie viele Orte Südfrankreichs als konservativ bis nationalistisch einzustufen. Seit 1996 stellte der rechtsextreme Front National mit Jacques Bompard den Bürgermeister der Stadt. Dies wurde von der Partei oft als „Vorzeigemodell“ für Wahlwerbung genutzt. Bompard wurde 2001 und 2008 mit jeweils rund 60 % der Stimmen wiedergewählt. 2005 trat er dem rechtskonservativen Mouvement pour la France bei, 2010 gründete er seine eigene Partei „Ligue du sud“. Von 1996 bis 2008 waren deswegen auch die Beziehungen zu den deutschen Partnerstädten Rastatt und Dillenburg eingefroren.
Nach der französischen Parlamentswahl am 18. Juni 2017 bleibt Bürgermeister Jacques Bompard für weitere fünf Jahre Abgeordneter in der französischen Nationalversammlung. Den entscheidenden zweiten Wahlgang konnte er als Kandidat der Partei „Ligue du Sud“ den Wahlkreis 4 des Départements Vaucluse mit 50,37 % der Stimmen knapp für sich entscheiden. Seine Herausforderin von der Macron-Partei „La République en Marche“, Carole Normani, erhielt 276 Stimmen weniger und erreichte 49,63 % der Stimmen.
Im März 2021 wurde Jacques Bompard in einem Berufungsprozess wegen Korruption zu Haft auf Bewährung, einer Geldstrafe und fünf Jahren Entzug des passiven Wahlrechts verurteilt, weshalb er zurücktreten musste. Am 30. November 2021 wurde sein Sohn Yann Bompard mit der großen Mehrheit des Gemeinderats zum Bürgermeister gewählt.

### Wappen
Beschreibung: In Blau drei goldene Orangen (2:1 gestellt) mit grünem Astwerk unter einem goldenen Schildhaupt mit einem blauen Hifthorn am roten Band.

### Entwicklung der Einwohnerzahl
| Jahr                     | 1962   | 1968   | 1975   | 1982   | 1990   | 1999   | 2006   | 2013   | 2020   |
| ------------------------ | ------ | ------ | ------ | ------ | ------ | ------ | ------ | ------ | ------ |
| Einwohner                | 19.912 | 24.562 | 25.371 | 26.499 | 26.964 | 27.989 | 29 859 | 29.193 | 28.454 |
| Quellen: EHESS und INSEE |        |        |        |        |        |        |        |        |        |

## Sehenswürdigkeiten
Die Stadt ist bekannt für eine Reihe römischer Bauwerke, insbesondere für das beeindruckende Theater und den „Stadtgründungsbogen“, deren Bau unmittelbar vor oder während der Herrschaft von Kaiser Augustus begonnen wurde. 1981 wurden diese Bauwerke von der UNESCO in die Liste des Weltkulturerbes aufgenommen.

### „Stadtgründungsbogen“

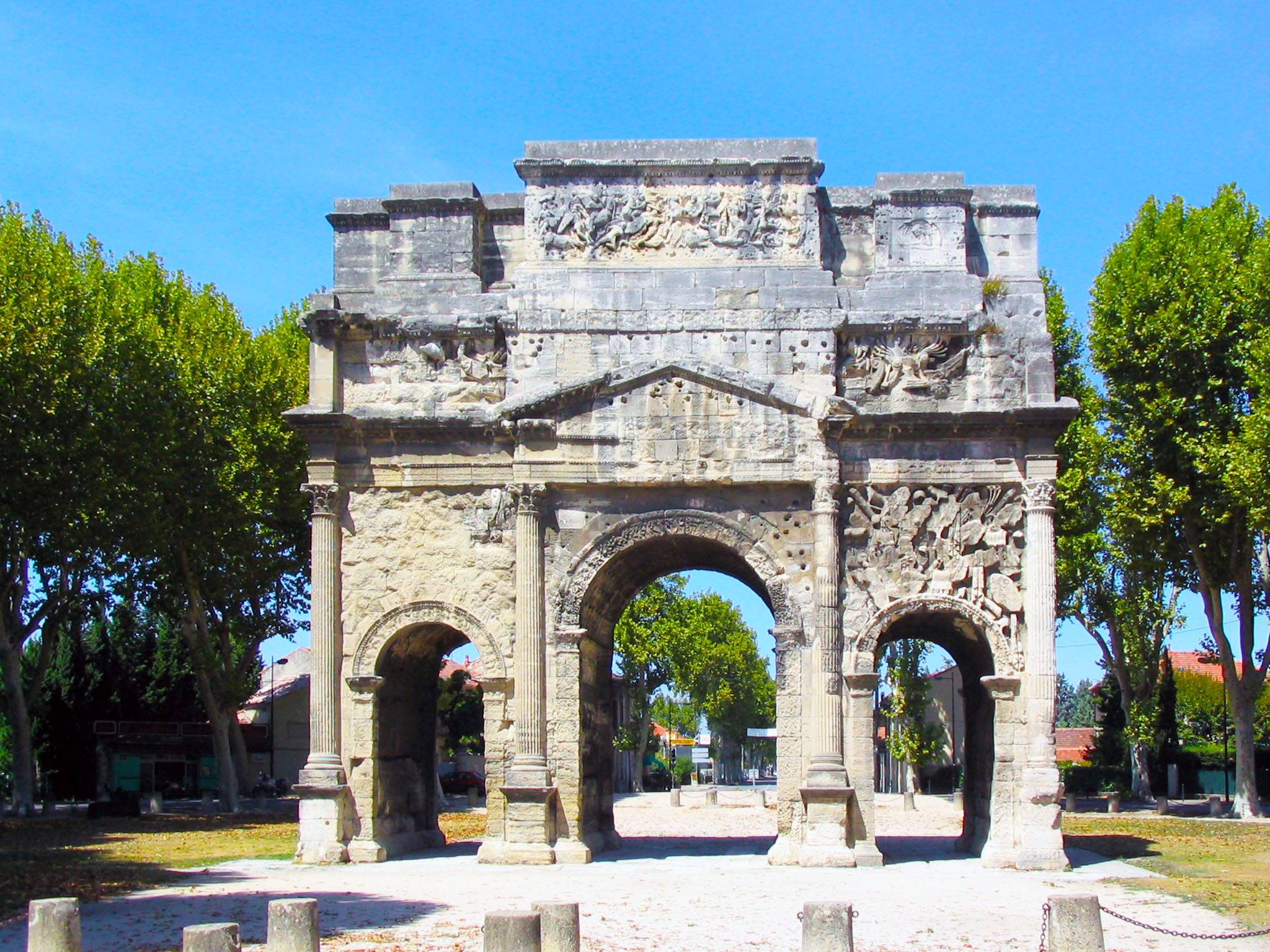
Stadtgründungsbogen in Orange

An der Straße nach Lyon steht ein dreibögiges römisches Monumentaltor, das häufig fälschlich als Triumphbogen tituliert wird. Mit seiner Länge von 19 Metern, einer Höhe von 18 Metern und acht Metern Breite gilt  es als eines der größten und besterhaltenen seiner Zeit.
Es wurde wahrscheinlich zwischen 10 und 20 n. Chr. errichtet und im Jahr 26/27 n. Chr. mit Inschriften versehen. Die in Teilen entzifferten Inschriften deuten darauf hin, dass es sich bei dem Tor um einen Stadtgründungsbogen handelt. Auf der oberen Attika muss es ursprünglich eine Quadriga und Statuen aus Bronze gegeben haben, die heute nicht mehr erhalten sind. Ein stark erodiertes Reliefbild zeigt eine Gallierschlacht. Über den seitlichen Toren ist ein Sammelsurium kriegerischer Utensilien abgebildet: Waffen, vor allem Schwerter und unterschiedlich ausgeschmückte Schilde, Lanzen, Rüstungen und auch Teile von Kriegsschiffen.
Nachdem die Grafen von Baux das Monument im 13. Jahrhundert zu einem zinnenbewehrten Turm umgebaut und festungsähnlich verstärkt hatten, wurde es erst im 19. Jahrhundert in den heutigen Zustand versetzt.

### Römisches Theater

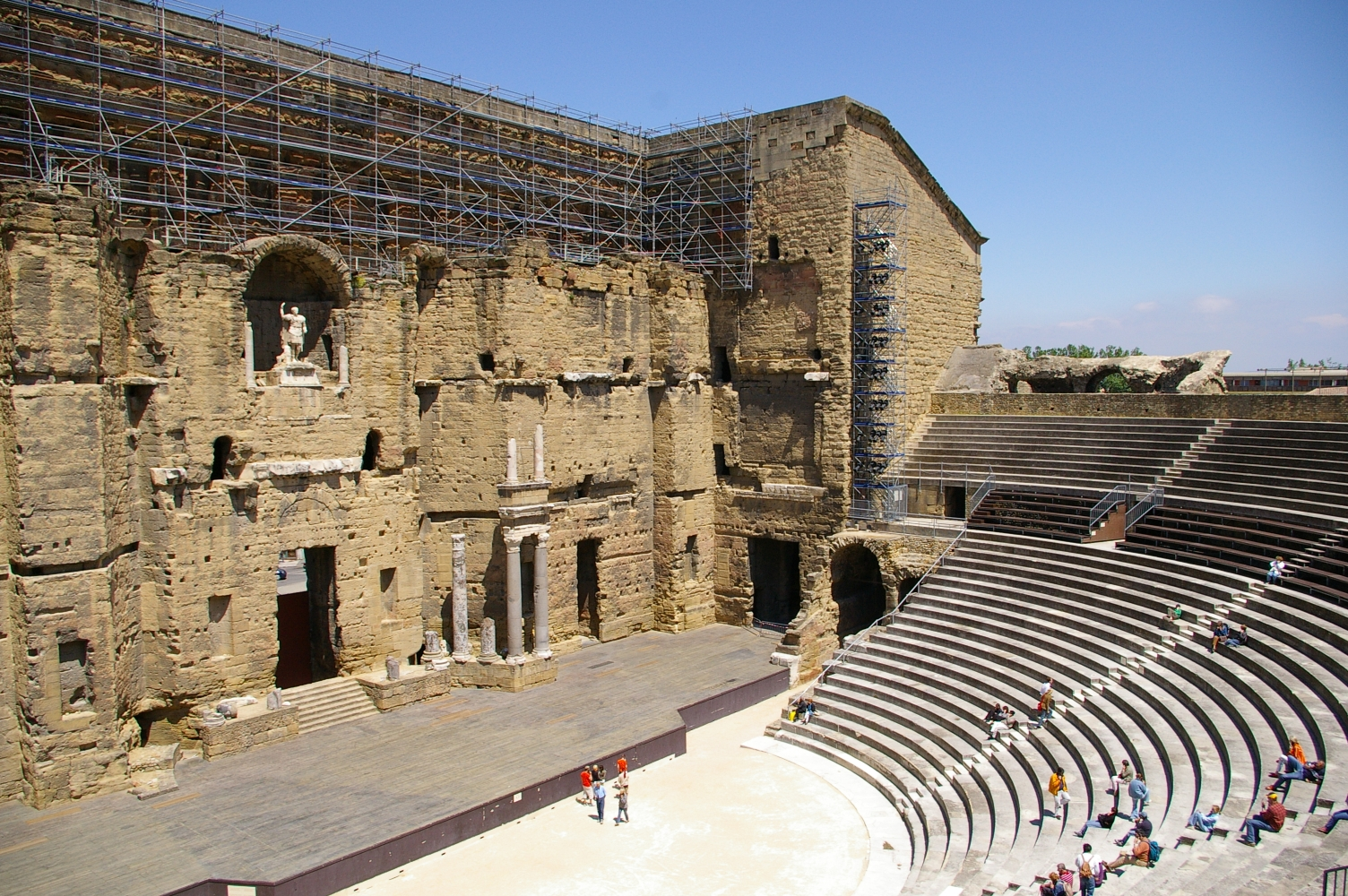
Theater in Orange

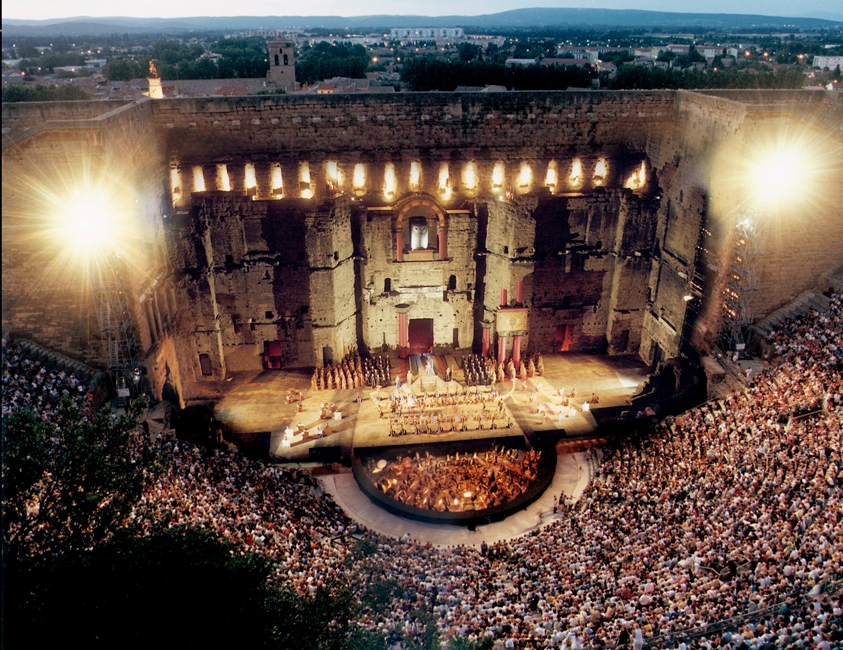
Opernfestspiele im Theater von Orange

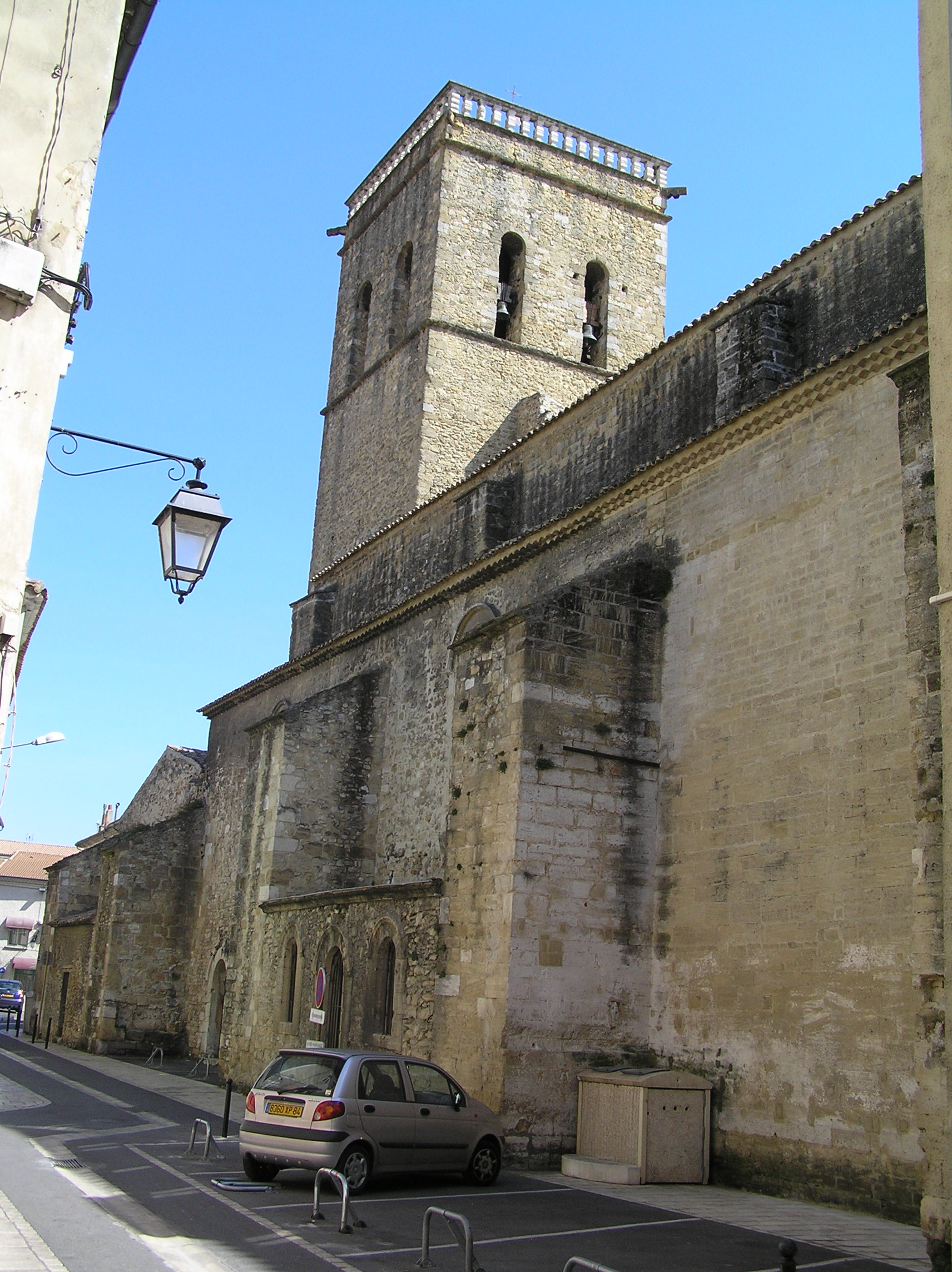
Ehemalige Kathedrale

In der Innenstadt von Orange steht das Römische Theater aus dem 1. Jahrhundert n. Chr., das für eines der besterhaltenen der Welt gehalten wird. Aus ökonomischen und statischen Erwägungen wurde das Theater am Hang eines Hügels errichtet. Dazu mussten einige Gänge direkt in den Fels geschlagen werden.
Mit dem Niedergang des römischen Reiches teilte der Bau das Schicksal vieler anderer antiker Stätten und wurde als Steinbruch behandelt. Während des Mittelalters und bis weit in die Neuzeit hinein bildeten viele im Areal des einstigen Theaters erbaute Häuser ein reguläres Wohnviertel der Stadt. Während der Französischen Revolution dienten Teile des Theaters als Gefängnis, in dem die Feinde der Revolution unter unwürdigen Bedingungen festgehalten wurden.
Erst 1824 begannen unter dem Architekten Auguste Caristie umfangreiche Erneuerungsarbeiten. Seit 1869 finden im „antiken“ Theater wieder regelmäßig Aufführungen und Konzerte statt, darunter zum Beispiel die sogenannten Chorégies d'Orange. Das Theater bietet heute ca. 7000 Personen Platz, für die römische Zeit wird eine Zahl um die 10.000 angenommen. Nur die ersten drei der ursprünglichen Sitzreihen sind erhalten geblieben, die übrigen Reihen bestehen aus (modernen) Betonwinkeln.
Bruchstücke der 3,55 m hohen Kaiserstatue des Augustus wurden restauriert – eine Nachbildung dieses Originals ziert die heutige Szenenwand von 103 m Länge und 38 m Höhe. Im Westen des Theaters steht die Ruine eines Tempels, der offenbar dem vergöttlichten Augustus geweiht war.

### Weitere Sehenswürdigkeiten
- Die ehemalige Kathedrale Notre-Dame aus den Jahren 1083 bis 1126 und das Rathaus (Hôtel de Ville) von 1671. Beide Bauwerke befinden sich in der nördlich vom Theater gelegenen Altstadt.
- Dem Römischen Theater gegenüber steht das Musée d’Art et d’Histoire mit antiken Funden (darunter den drei römischen Katasterplänen aus dem letzten Viertel des 1. Jahrhunderts) sowie Gemälden des 17. bis 20. Jahrhunderts (darunter Darstellungen der Indiennefabrik des Schweizers Jean Rodolphe Wetter, gegründet 1757).
- Vom Hügel Colline St-Eutrope südlich des Römischen Theaters hat man einen schönen Ausblick auf die Stadt.

## Städtepartnerschaften
Orange ist seit 1964 verschwistert mit den anderen Oranierstädten in Europa:
- Breda in Noord-Brabant (Niederlande)
- Diest in Flandern (Belgien)
- Dillenburg in Hessen (Deutschland)

und außerdem mit
- Byblos im Libanon, seit 2004
- Jarosław in Polen, seit 2000
- Kielce in Polen, seit 1992
- Rastatt in Baden-Württemberg (Deutschland), seit 1965
- Spoleto in Umbrien (Italien), seit 1981
- Vélez-Rubio in Andalusien (Spanien), seit 2004
- Vyškov in Tschechien, seit 1964
- Weifang in der Volksrepublik China, seit 2004

## Persönlichkeiten

### Söhne und Töchter der Stadt
- Agénor Étienne de Gasparin (1810–1871), reformierter Publizist und Kämpfer für die Religionsfreiheit in Frankreich
- Camille du Locle (1832–1903), Librettist
- Jean Echenoz (* 1947), Schriftsteller
- Michel Petrucciani (1962–1999), Jazzpianist
- Maëlle Lakrar (* 2000), Fußballspielerin
- Joris Chotard (* 2001), Fußballspieler
- Mohamed El Arouch (* 2004), französisch-marokkanischer Fußballspieler

### Personen, die in Orange gewirkt haben
- Märtyrinnen von Orange, 32 Ordensfrauen, die 1794 in Orange hingerichtet und 1925 seliggesprochen wurden